# Municipio de Summit (condado de Somerset)
El municipio de Summit (en inglés: Summit Township) es un municipio ubicado en el condado de Somerset en el estado estadounidense de Pensilvania. En el año 2000 tenía una población de 2.368 habitantes y una densidad poblacional de 20 personas por km².

## Geografía
El municipio de Summit se encuentra ubicado en las coordenadas 39°49′30″N 78°59′58″O / 39.82500, -78.99944.

## Demografía
Según la Oficina del Censo en 2000 los ingresos medios por hogar en la localidad eran de $32,115 y los ingresos medios por familia eran $36,029. Los hombres tenían unos ingresos medios de $27,414 frente a los $20,559 para las mujeres. La renta per cápita para la localidad era de $13,853. Alrededor del 16,7% de la población estaban por debajo del umbral de pobreza.